# Team Miles
Team Milesは6Uのキューブサット規格の超小型衛星で、深宇宙でプラズマスラスタを使った航法を実証する。
Team Milesは2017年、NASAが主催するコンテストCubeQuest Challengeを通してスペース・ローンチ・システムの初打ち上げに相乗りするミッションに選定された。
Team Milesは2022年11月16日に打ち上がったアルテミス1号で運ばれた10機のキューブサットのうちの一つで、月近傍で太陽周回軌道に投入される。打ち上げ後、機体の状態に関する発表がしばらくなかったものの、Miles Space社は12月10日、Team Milesは動作しており、電波を発信していると明らかにした。

## 推進系
衛星の推進系にはFluid and Reason, LLCを率いるウェスリー・ファラーが発明したイオンエンジン、ConstantQ Model Hが使用される。これは宇宙機用の電気推進の一種である。エンジンはプラズマとレーザースラスタのハイブリッドで、イオン化したヨウ素を燃料に使う。